# Sondermunitionslager Alten-Buseck
Das Sondermunitionslager Alten-Buseck, während der Betriebszeit als Sondermunitionslager Daubringen bezeichnet (englisch: Special Ammunition Storage – SAS), war ein Depot der NATO für taktische Nuklearwaffen. Es wurde Anfang der 1960er Jahre errichtet und lag in der Gemarkung des Ortsteils Alten-Buseck der Gemeinde Buseck, 8 km nordöstlich der Stadt Gießen. Die nächste Ortschaft war das 1 km nordwestlich gelegene Daubringen, ein Stadtteil von Staufenberg, nach dem es benannt wurde. Direkt südöstlich des Lagers befand sich ein Munitionsdepot der Bundeswehr (Korpsdepot 354) mit 45 Munitionslagerhäusern. Die Mannschaften waren in der Steuben-Kaserne untergebracht. Während das Sondermunitionslager in den 1980er Jahren kurz vor Ende des Kalten Krieges von den Amerikanern geräumt wurde, blieben das Bundeswehrdepot und die Kaserne noch bis 1993 bestehen.

## Aufbau des Depots
Das abseits gelegene Depot war festungsartig ausgebaut, hatte eine dreifache Umzäunung und Kampfstände, die nur über betonierte Laufgräben (teilweise unterirdisch) erreichbar waren. Mikrowellensensoren überwachten die Umgebung, und nachts wurde der Bereich der Umzäunung durch starke Scheinwerfer taghell erleuchtet. Große Schilder auf Englisch und Deutsch wiesen darauf hin, dass das Sperrgebiet um das Depot nicht betreten werden darf und fotografieren oder Skizzen anfertigen untersagt seien (siehe Galerie). Auch die wenigen Gebäude hatten Festungscharakter: Türen waren durch abknickende Betonwände oder Sandsäcke und zusätzliche Alarmmelder gesichert, überall waren Schießscharten angebracht.
Es gab zwei schusssichere Wachttürme, auf denen drehbare Suchscheinwerfer installiert waren, außerdem hatten die Türme schussfeste Scheiben und Schartenklappen, durch die bei einem Angriffsversuch gefeuert werden konnte. Somit war es unmöglich, das Depot im Handstreich zu nehmen, z. B. von einer Terroristengruppe, die außerdem damit rechnen musste, dass innerhalb kürzester Zeit Verstärkung aus einer nahen Kaserne bei Gießen (7 km Luftlinie) herbeigerufen wurde. Hin und wieder gab es Fehlalarm, meist ausgelöst durch Hasen oder anderes Wild, das den Mikrowellensensoren (siehe Galerie) zu nahekam.

## Atommunition
Die beiden Special Weapon Bunker für die nuklearen Sprengsätze waren dreifach gesichert: einmal durch eine Art Drahtkäfig-Vorbau, der panzerbrechenden Waffen ihre Durchschlagskraft nehmen sollte, dann durch ein bunkerübliches Stahlschott und im Innern nochmals durch ein massives Stahlschott. Dort lagerte die gesamte atomare Munition der 5. Panzerdivision der Bundeswehr mit Sitz in Diez (60 km südwestlich). Dies waren im Einzelnen die Atomwaffen für das Artillerieregiment 5 in Diez an der Lahn, dem das FArtLehrBtl 51 (Lehrbataillon an der Artillerieschule in Idar-Oberstein) und das RakArtBtl 52 in Gießen unterstanden. Das FArtLehrBtl 51 verfügte über eine Batterie atomwaffenfähiger Panzerhaubitzen M110 vom Kaliber 203 mm für Atomgeschosse mit W33 Sprengkopf. Das RakArtBtl 52 verfügte ab 1960 über 3 Batterien und insgesamt 6 Raketenwerfer der Kurzstreckenrakete Honest John. Zusätzlich verfügte die Panzerbrigade 6 in Neustadt (35 km nordöstlich) ab 1972 über eine Batterie mit atomwaffenfähigen Panzerhaubitzen M109 vom Kaliber 155 mm für W48-Atomgeschosse. Zu unterschiedlichen Zeiten lagerten im Sondermunitionslager Alten-Buseck die nuklearen Sprengköpfe für diese drei Waffensysteme.
Dass Waffen der Bundeswehr mit Atomsprengköpfen bzw. Atomgeschossen der US-Army bestückt wurden, geschah im Rahmen der nuklearen Teilhabe innerhalb der NATO. Dabei behielten die Amerikaner bis zum Abschuss der Waffen immer die Kontrolle über ihre nuklearen Sprengsätze. Während die Deutschen die Umgebung des Depots kontrollierten, jeden Besucher fernhielten und auch zwischen den Zäunen patrouillierten, wurde das Innere ausschließlich von der US-Army bewacht und die Atomwaffen von ihr gewartet. Auch der Transport zum und die Montage auf das jeweilige Waffensystem wurden im Ernstfall allein von den Amerikanern durchgeführt, die auch die Aktivierungscodes für die Nuklearwaffen besaßen bzw. von höherer Stelle mitgeteilt bekamen, wenn es denn zu einem Angriff durch Truppen des Warschauer Pakts gekommen wäre. Der Transport der Nuklearwaffen geschah in der Regel durch Hubschrauber, für die es im inneren Bereich des Depots einen großen freien Platz gab, auf dem zwei CH-47-Chinook-Transporthubschrauber nebeneinander landen konnten (siehe Fotos auf www.geschichtsspuren.de).

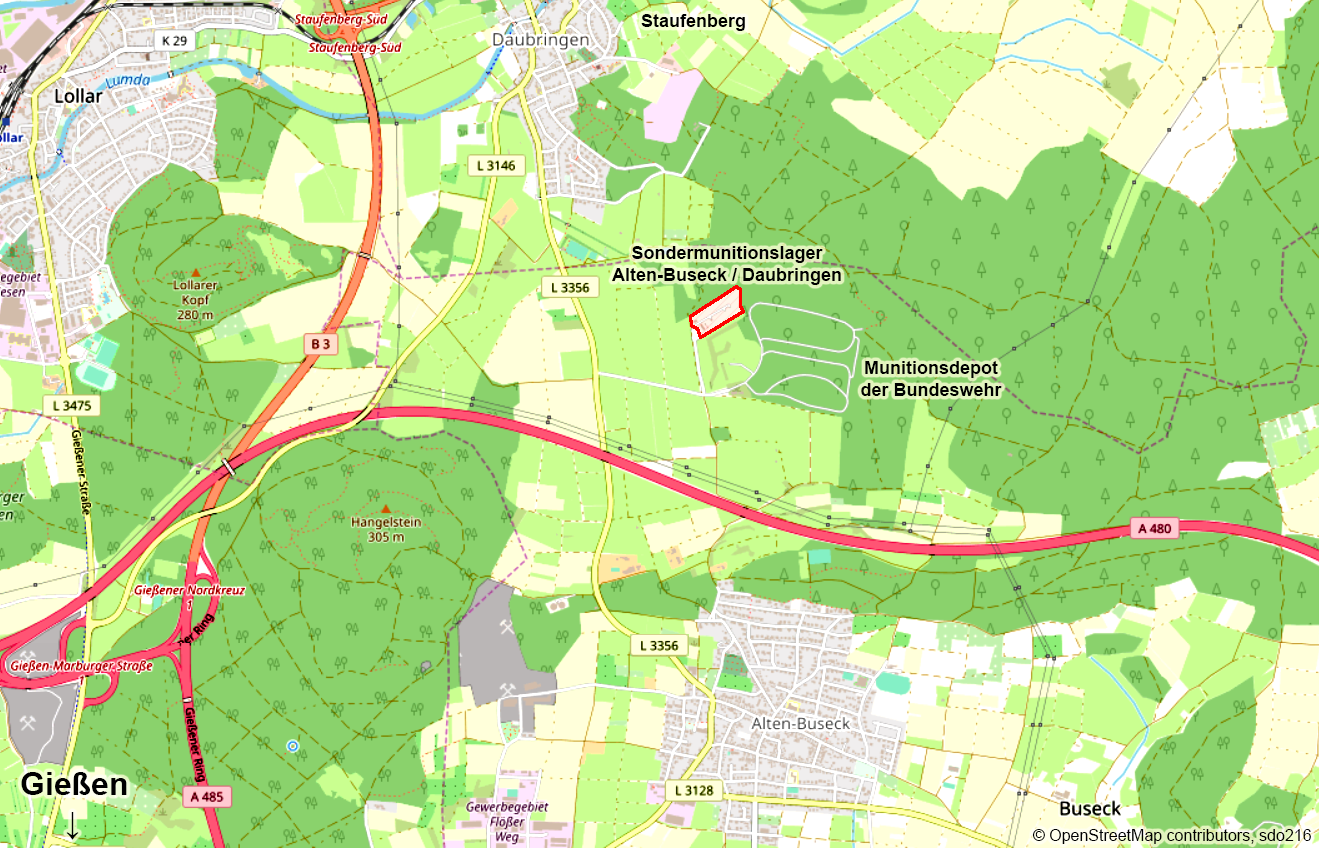
Lage des ehemaligen Sondermunitionslagers zwischen Daubringen und Alten-Buseck
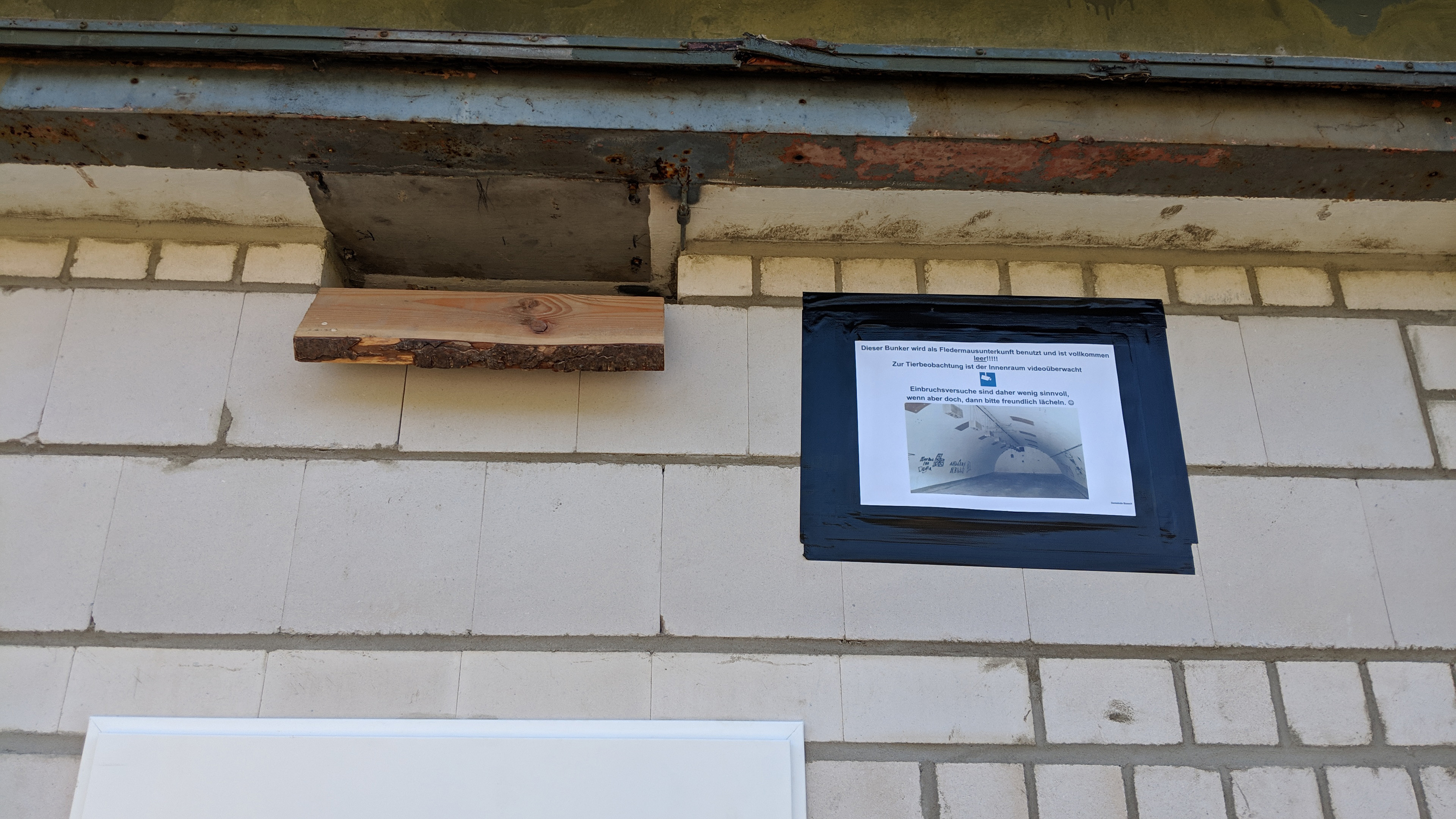
Zugemauerter Bunker für atomare Munition als heutige Unterkunft für Fledermäuse (2019)
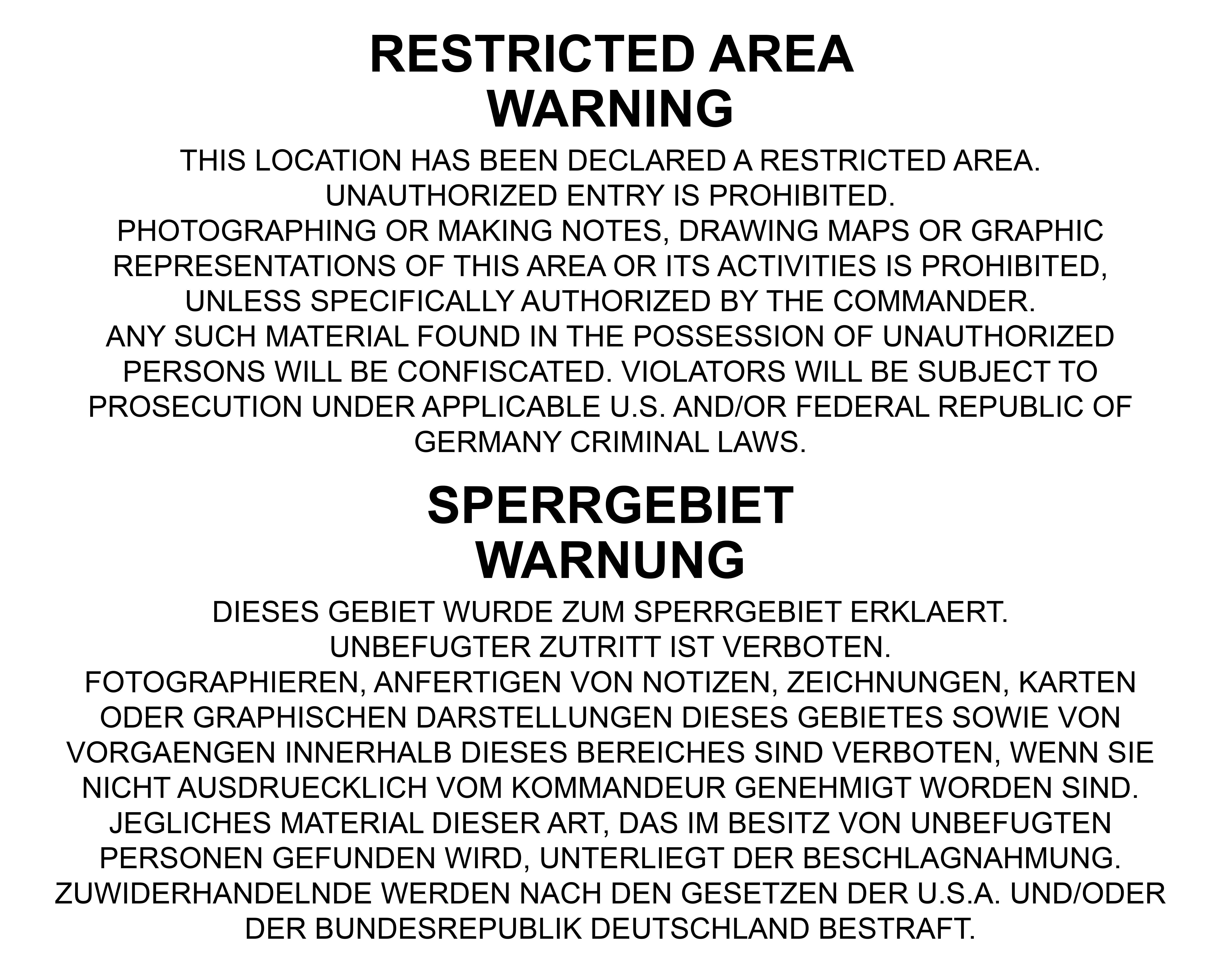
Warnschilder in der Umgebung des Depots (nicht mehr vorhanden)
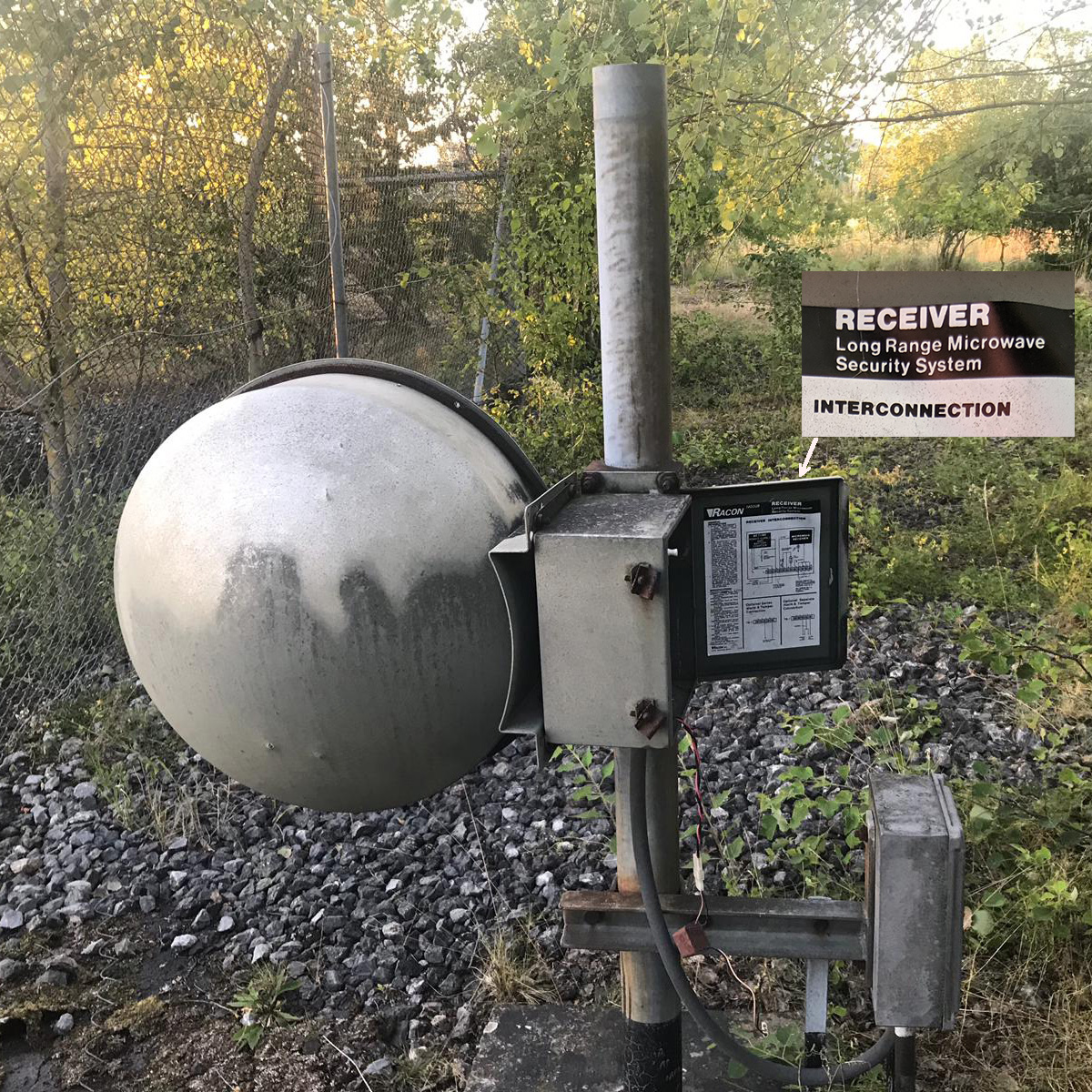
Ein weitreichender Mikrowellensensor am Sondermunitionslager Gießen, 5 km südlich
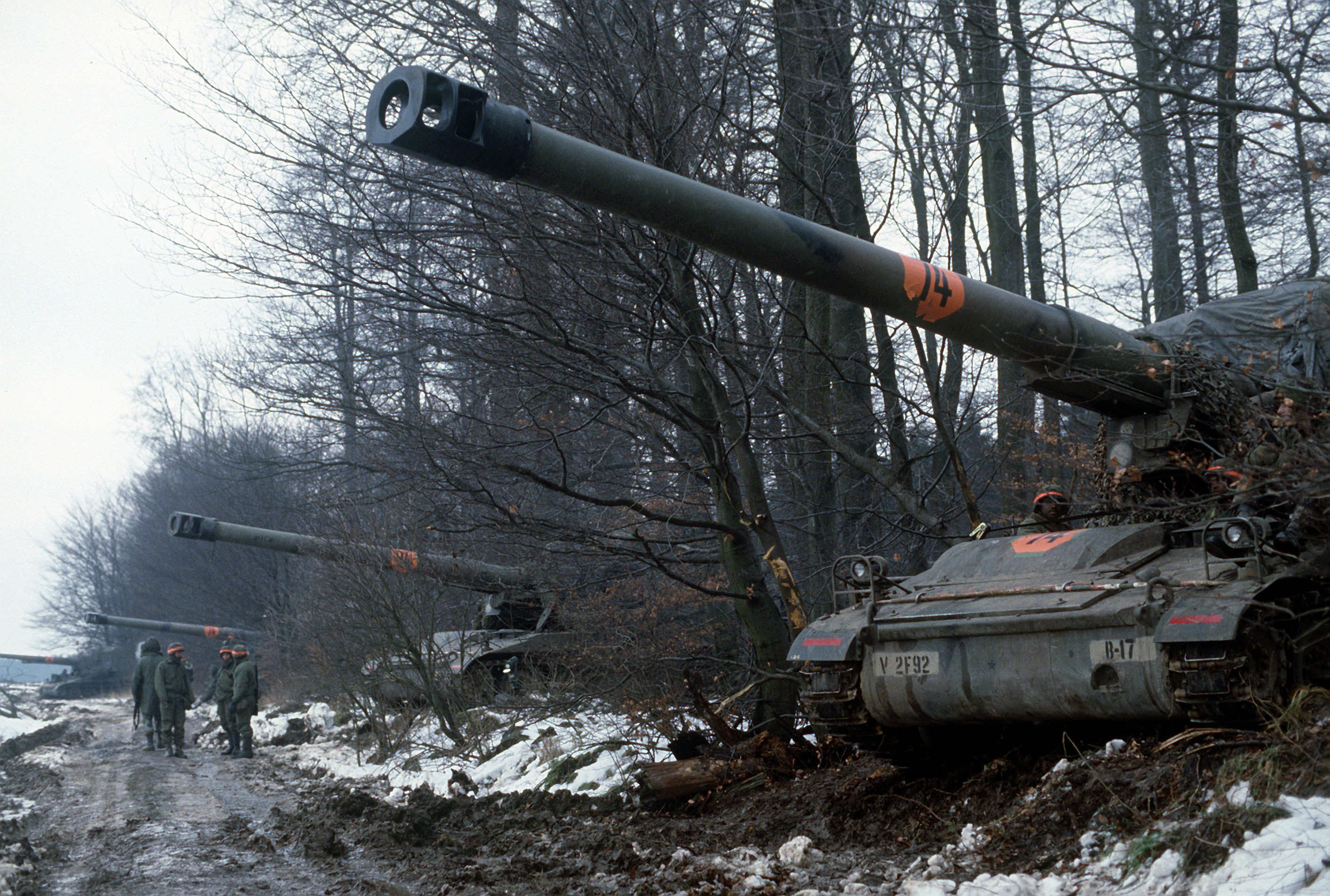
Zum Abschuss von Atomgeschossen geeignete Panzerhaubitzen M110 im Manöver 1985 östlich von Gießen
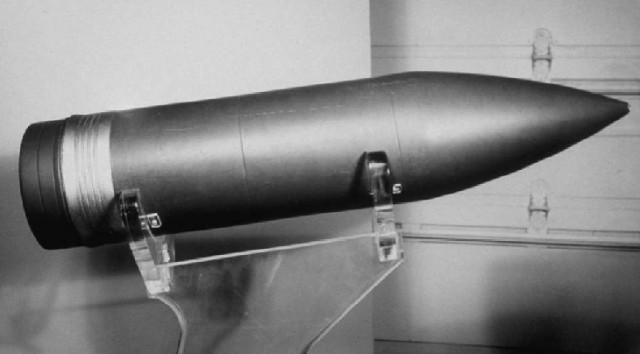
Ein 203-mm-Atomgeschoss für die Panzerhaubitze M110 mit W33-Atomsprengkopf
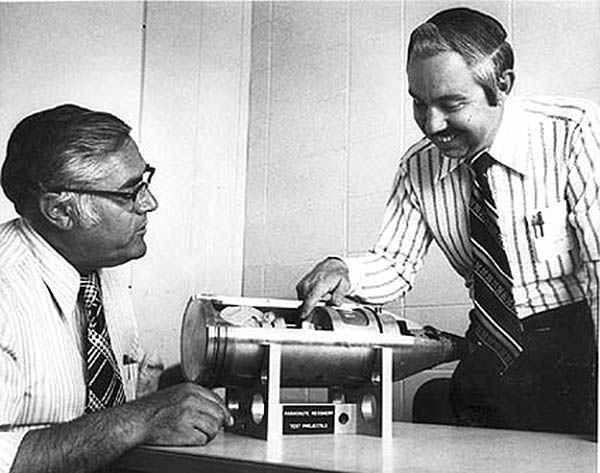
Originalgetreues Modell eines W48-Atomgeschosses der US-Army für die Panzerhaubitze M109
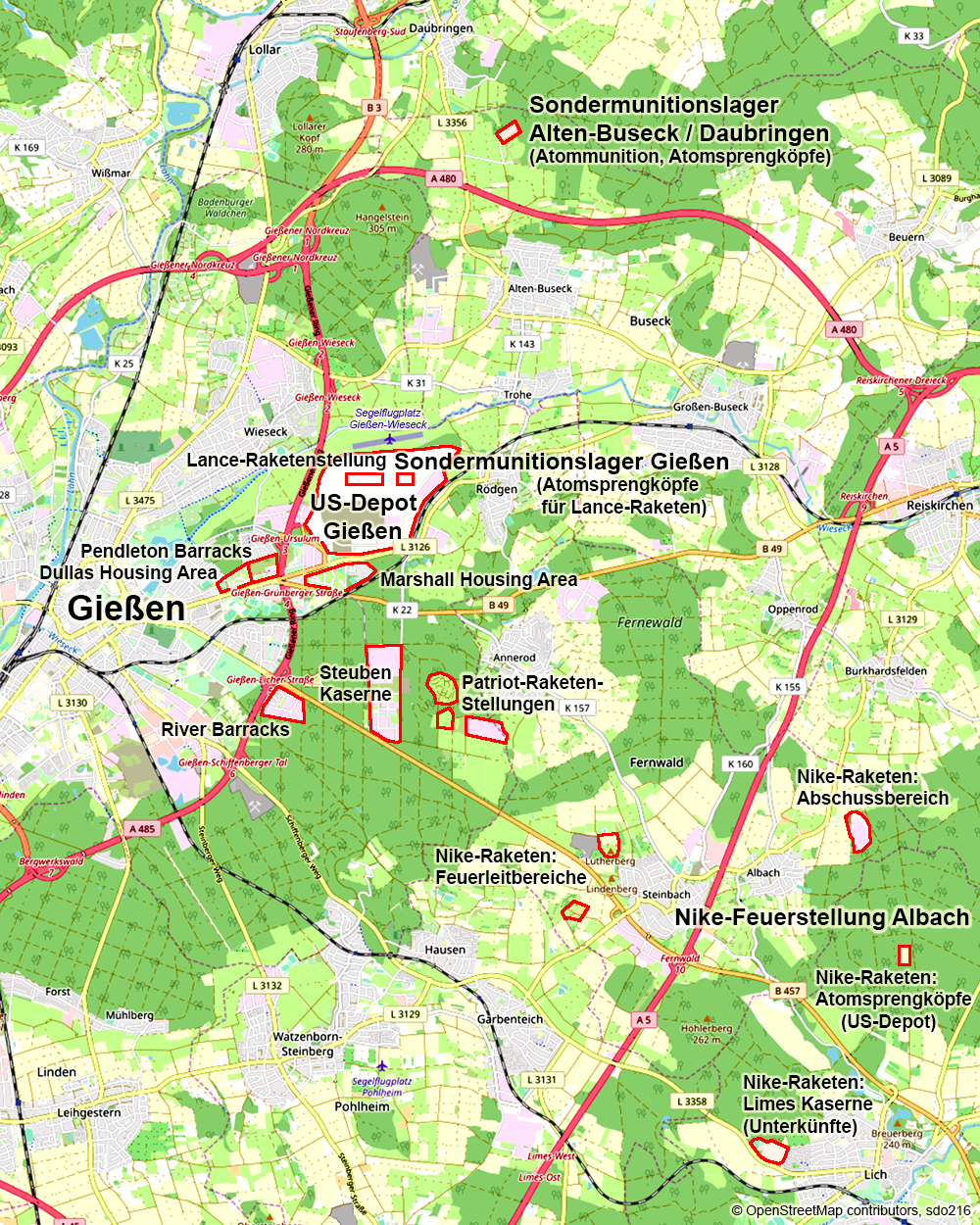
Ehemalige Einrichtungen der US Army und der Bundeswehr bei Gießen

## Wachdienst
Sowohl die deutsche Begleitbatterie 5 (BGL 5), die für die äußere Sicherung des Lagers zuständig war, als auch die US-Wachteams im inneren Bereich waren in der Steuben-Kaserne untergebracht. Bei den Amerikanern gab es innerhalb des Lagers das sogenannte Security Alert Team (SAT) für den unmittelbaren Wachdienst und die Backup Alert Force (BAF1) zur Bereitschaft. Das SAT bestand aus zwei Mannschaftsdienstgraden und einem Unteroffizier; üblicherweise handelte es sich um die Soldaten, die zuvor zwei Stunden Dienst auf dem Hauptturm hatten, der an das Wachgebäude angrenzte. Das SAT musste innerhalb von 30 Sekunden kampfbereit und jeder auf seinem Posten sein. Das BAF1 schloss sich diesem im Alarmfall an und bestand aus Soldaten der Freiwache. Das BAF2 befand sich in der Steuben-Kaserne und konnte bei Bedarf herbeibefohlen werden. Weitere Kräfte konnten aus Gießen (US-Army) und Wetzlar (Spilburg- und Sixt-von-Armin-Kaserne der Bundeswehr) angefordert werden.
Der Dienstplan für die SAT Mannschaftsdienstgrade war wie folgt aufgebaut:
- 2 Stunden Wache Hauptturm
- 2 Stunden SAT
- 4 Stunden Freiwache
- 2 Stunden Wache Nebenturm
- 6 Stunden Freiwache

## Fotos vor dem Abriss

### April 2015

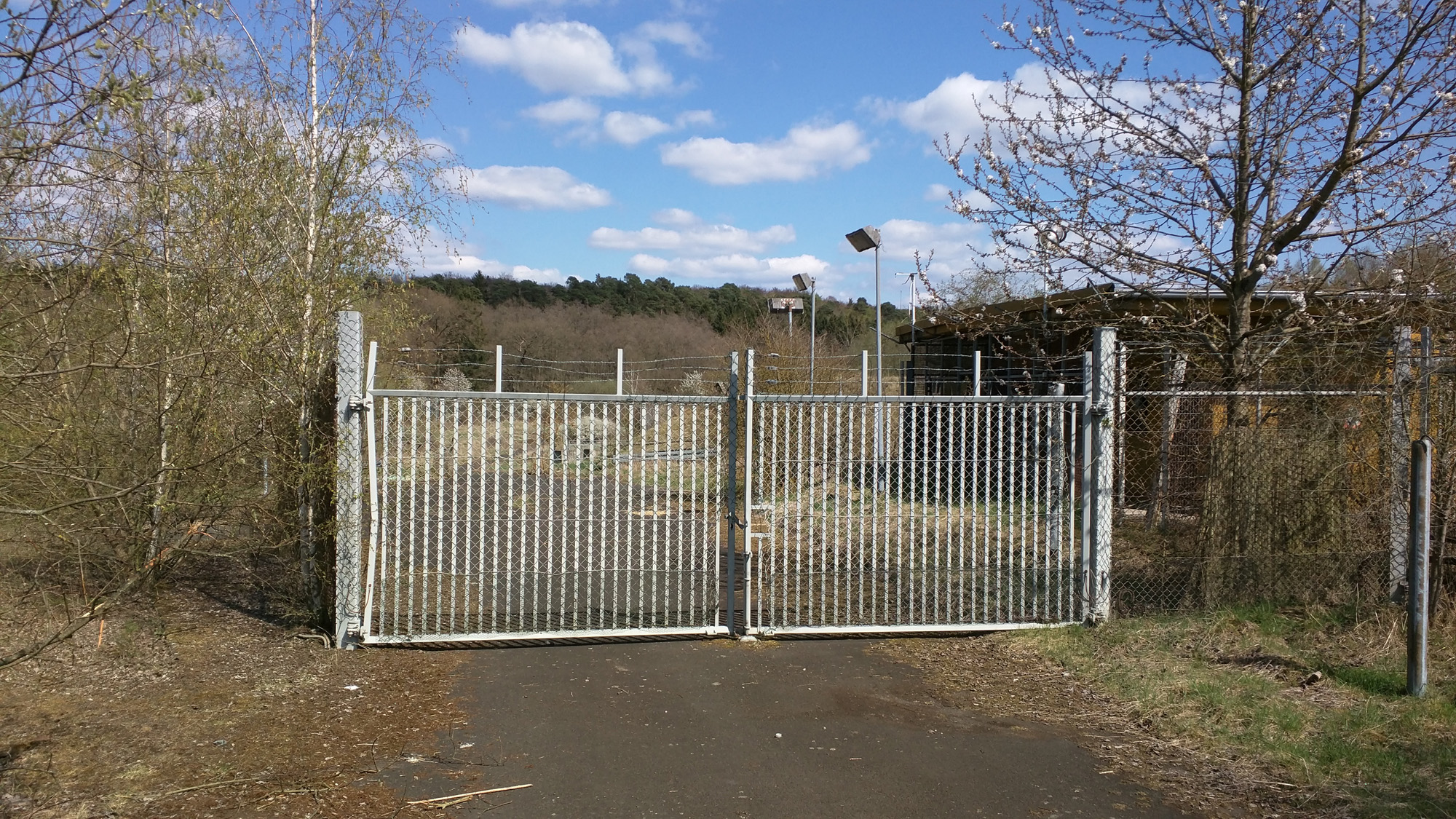
Eingangstor, daneben ungezügelte Vegetation von etwa 25 Jahren
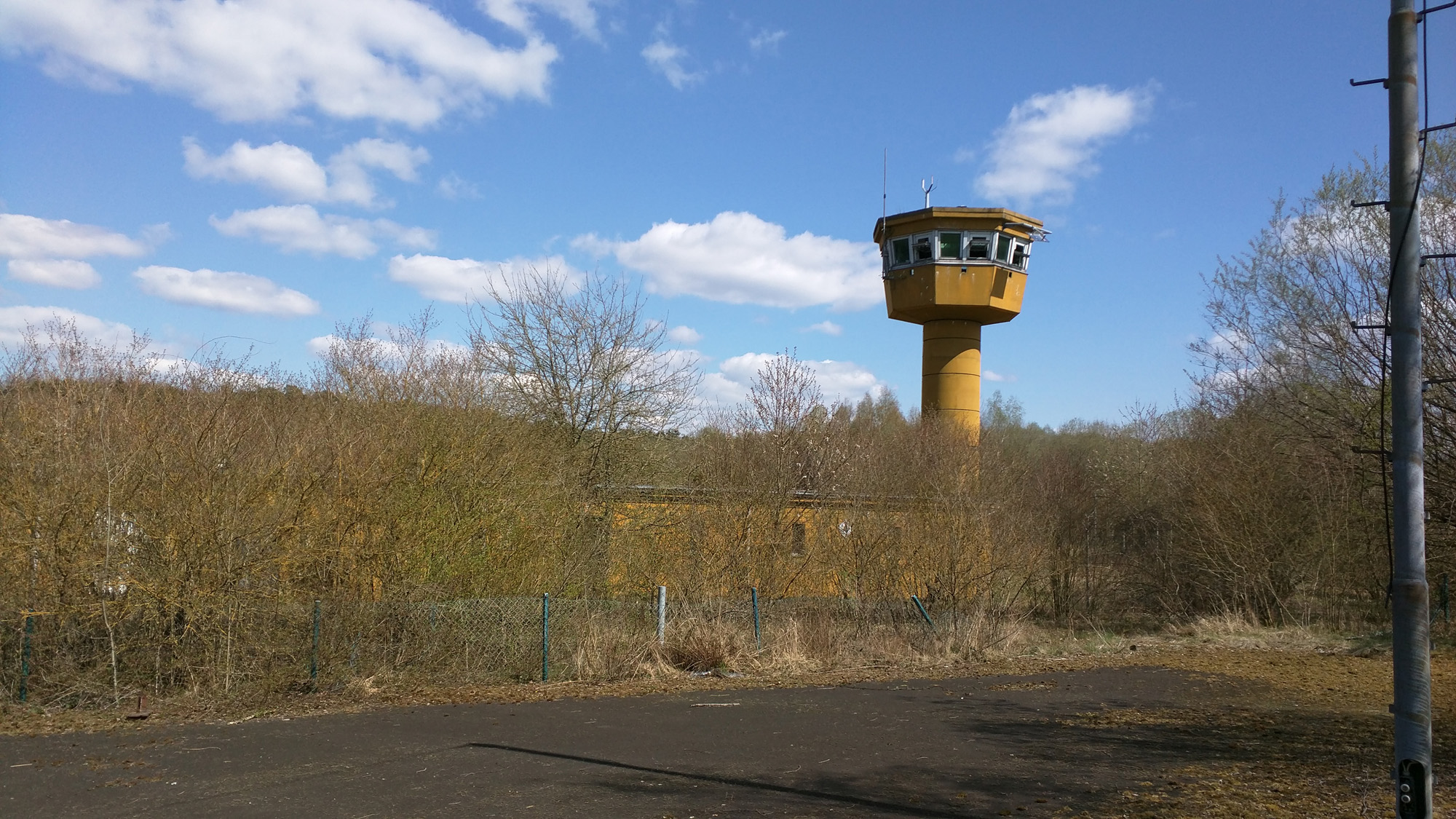
Vorderer Wachturm mit schussfesten Scheiben und Schießöffnungen
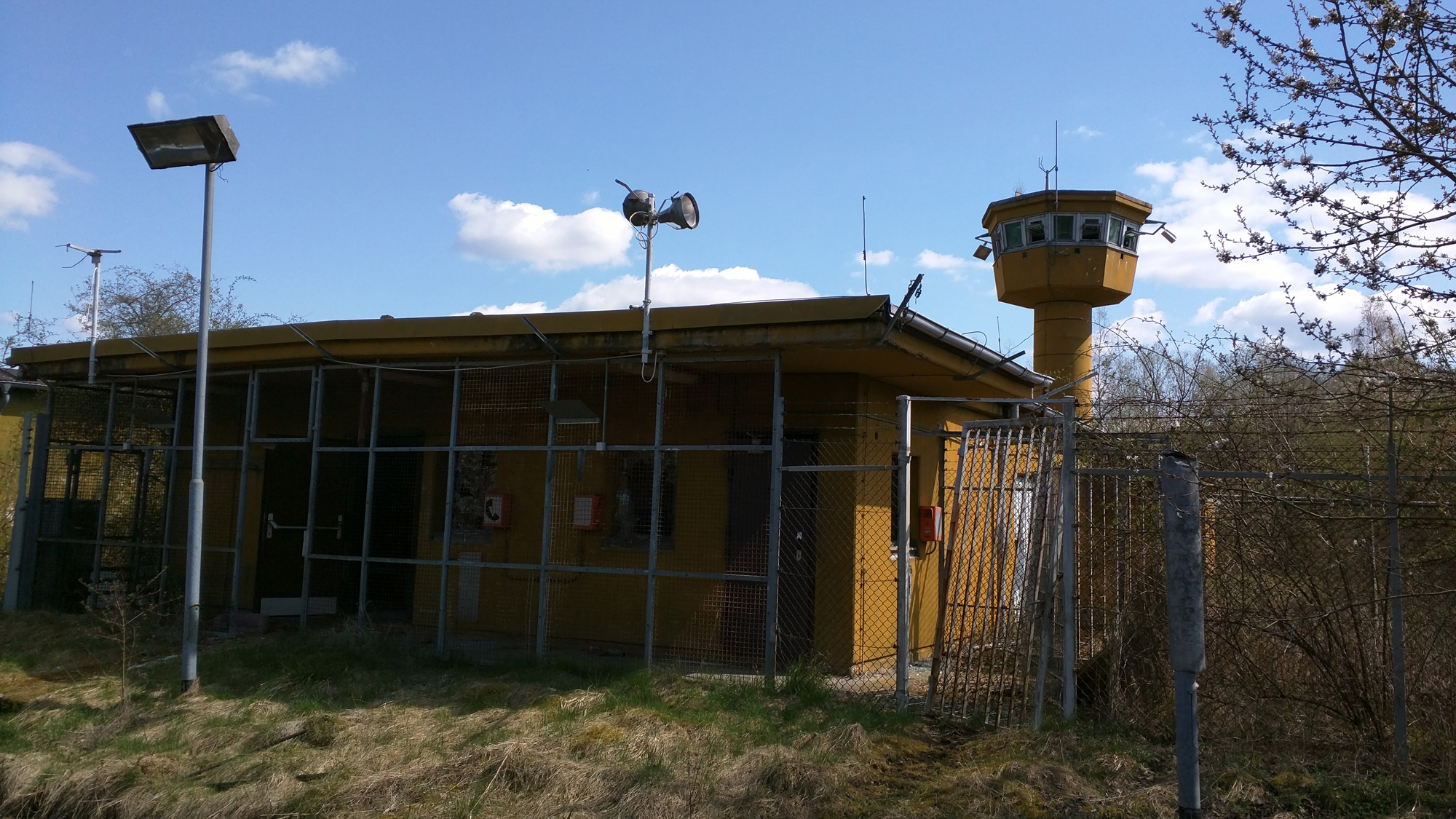
Wachgebäude im Eingangsbereich und vorderer Wachturm
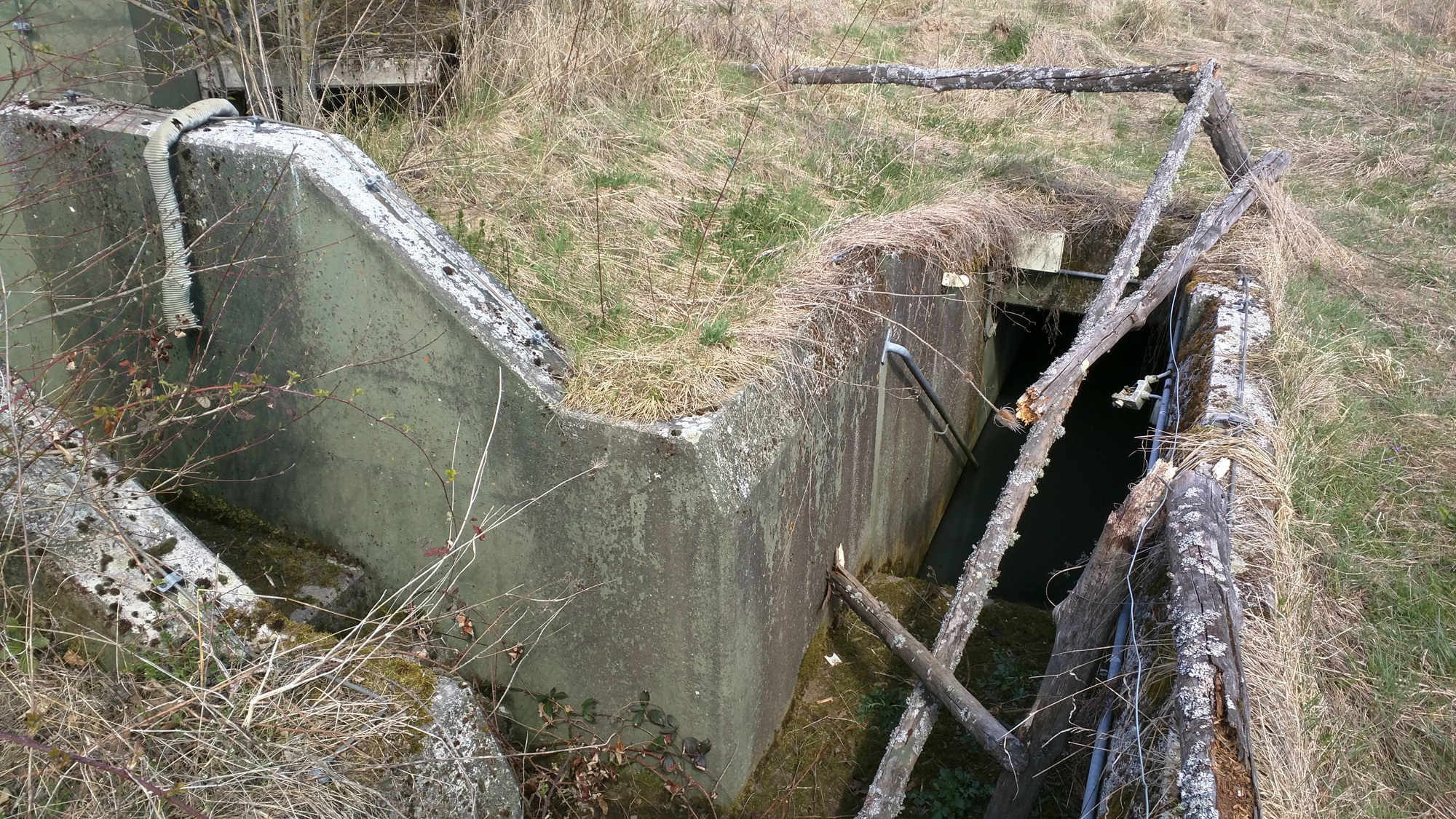
Betonierte Laufgräben, teilweise unterirdisch, nun unter Wasser
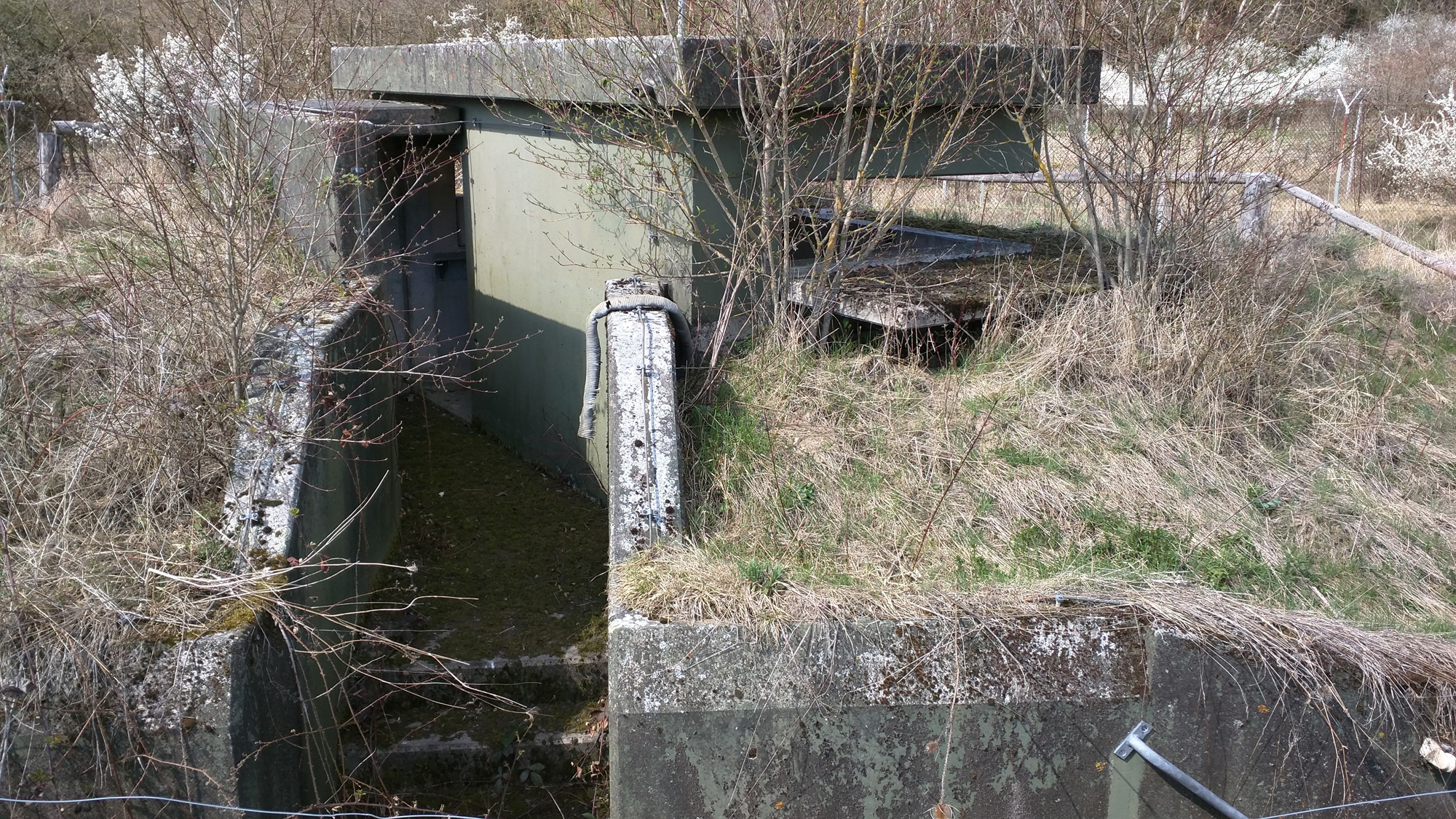
Einer von mehreren Kampfständen, einst mit Sandsäcken gesichert
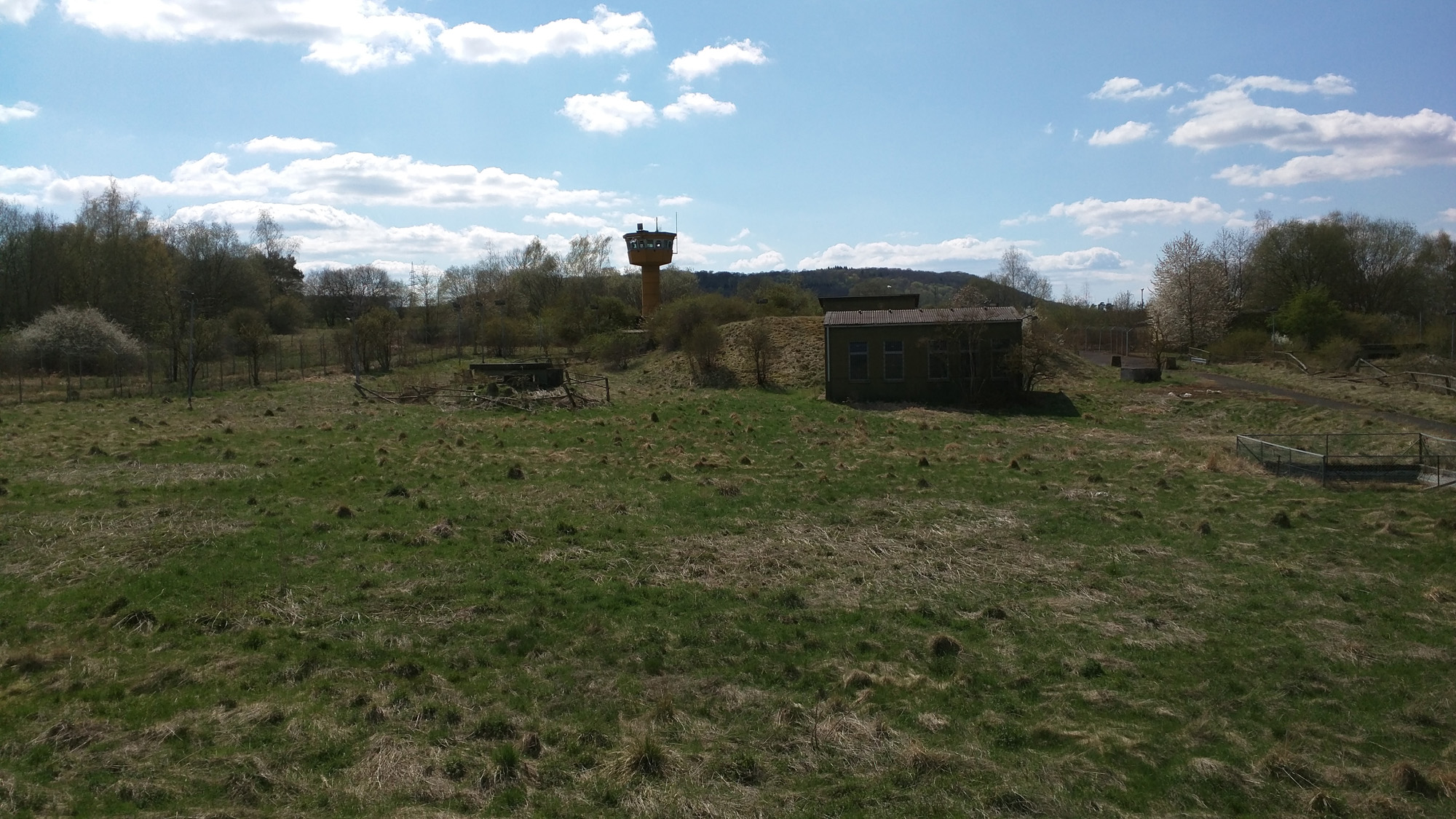
Freier Platz im inneren Bereich, diente als Hubschrauberlandeplatz
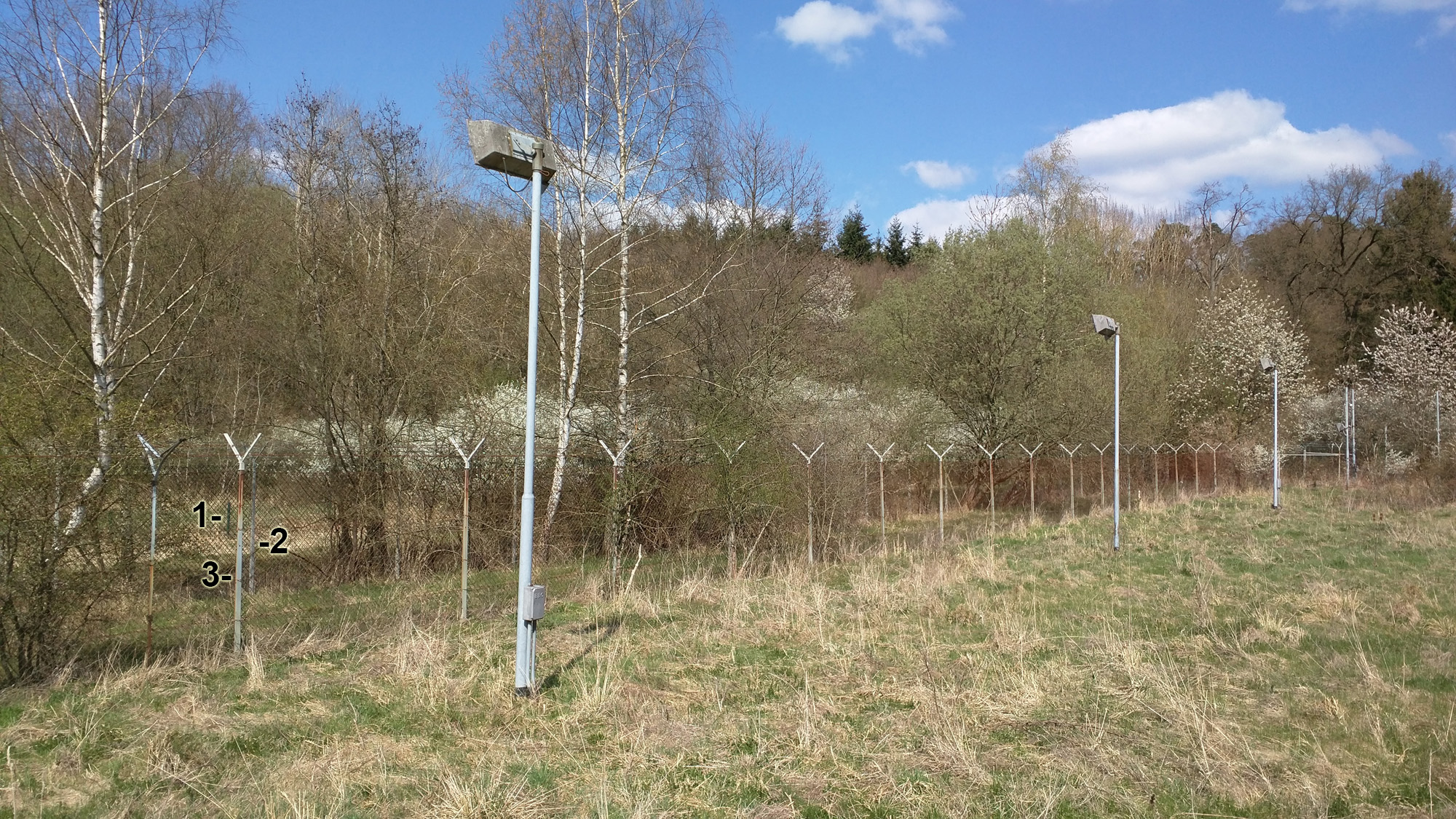
Dreifachumzäunung und starke Scheinwerfer im hinteren Bereich
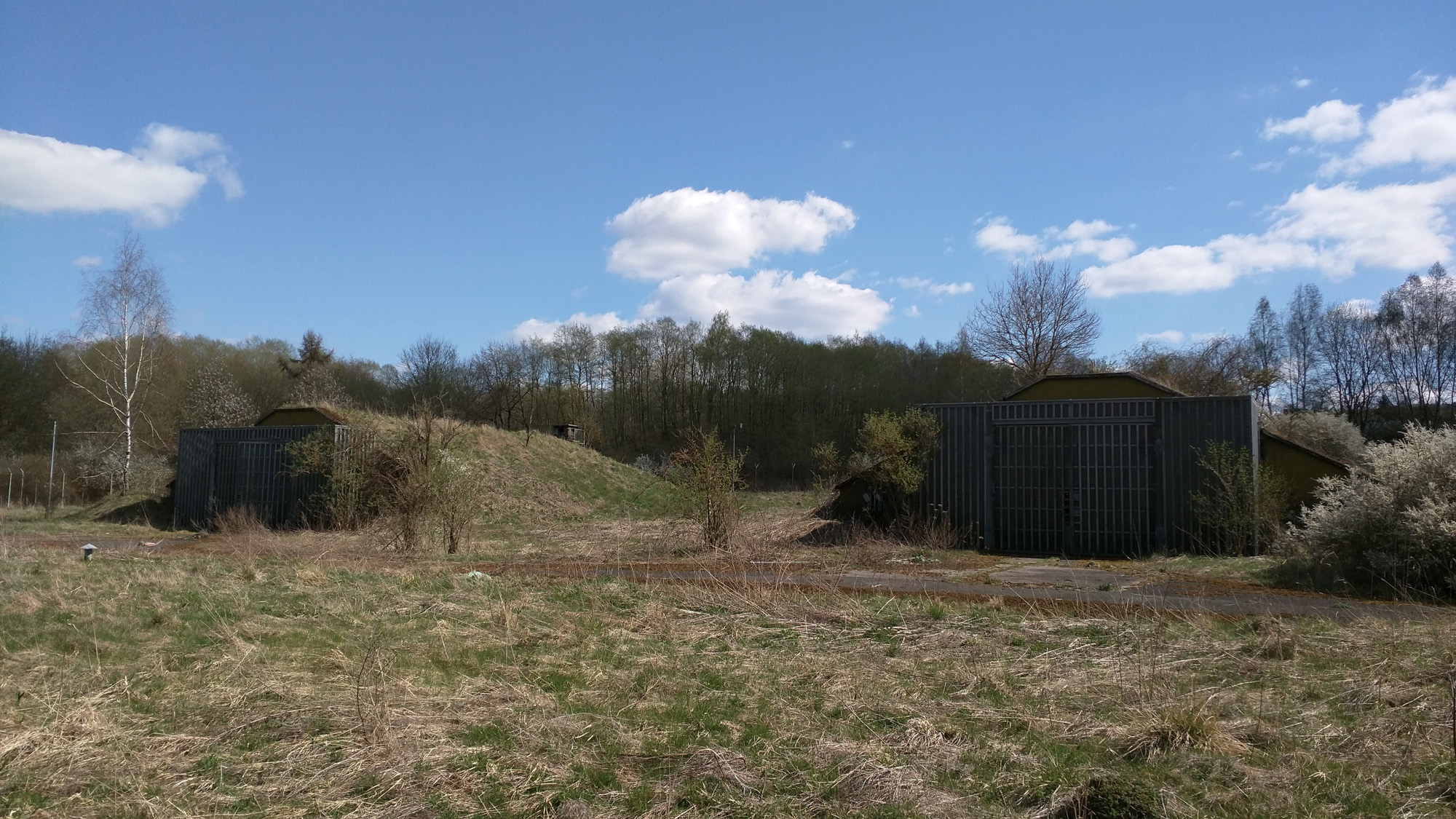
Die beiden Bunker für die Atommunition im inneren Bereich
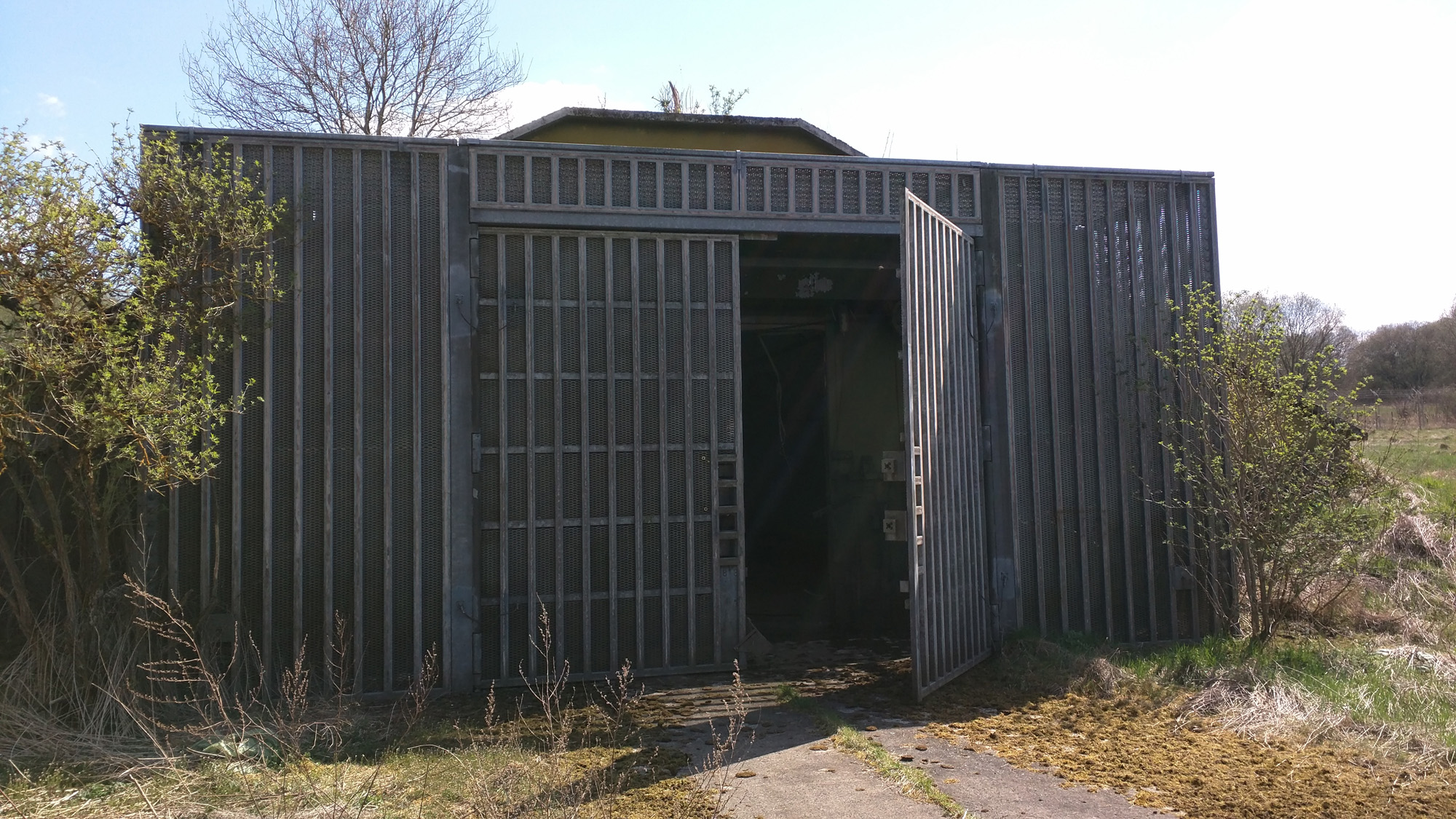
Offen stehender Nuklearwaffenbunker mit Drahtgeflechtschutz
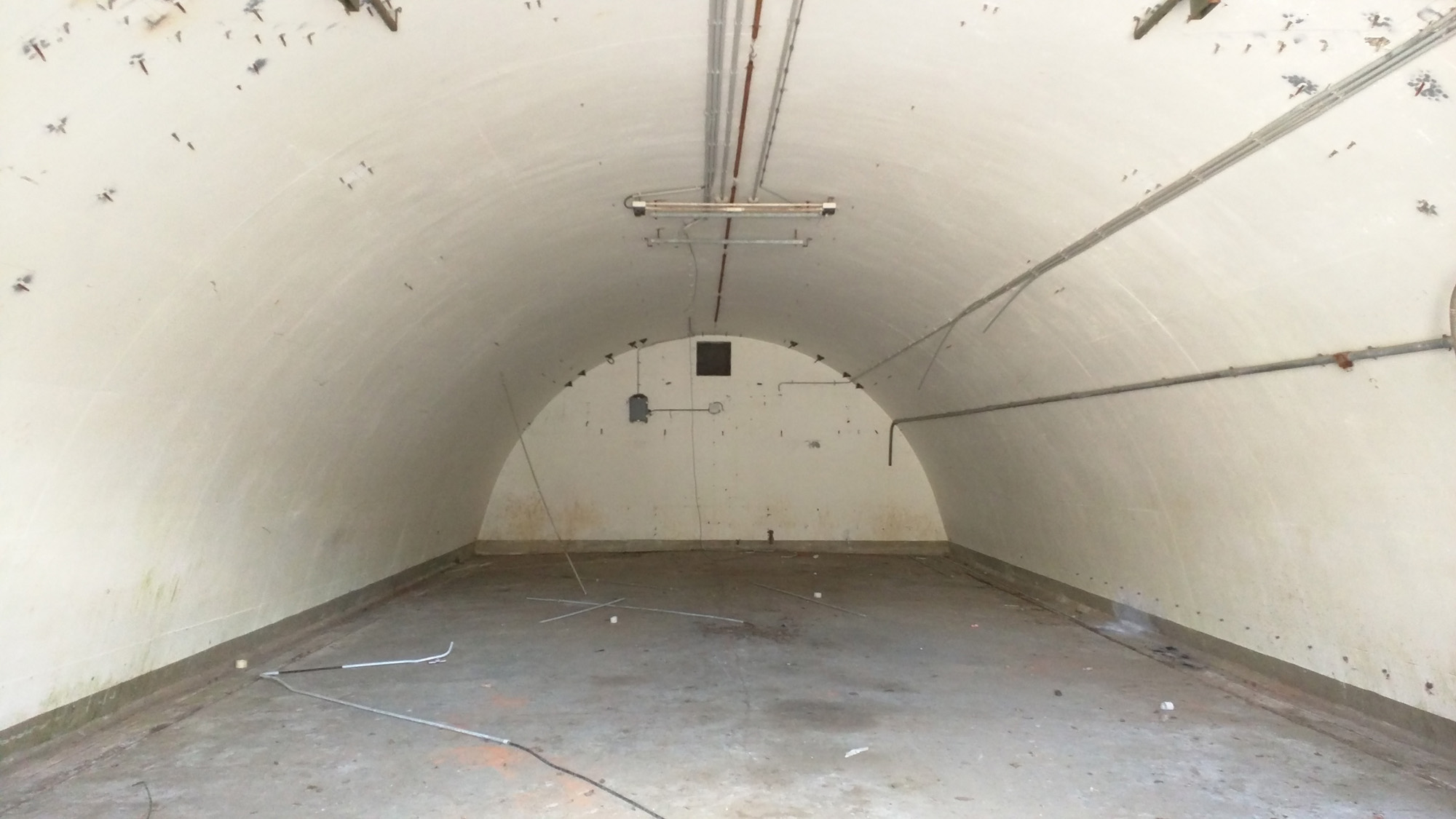
Inneres eines Bunkers, hier lagerte einst die atomare Munition

### Mai 2016

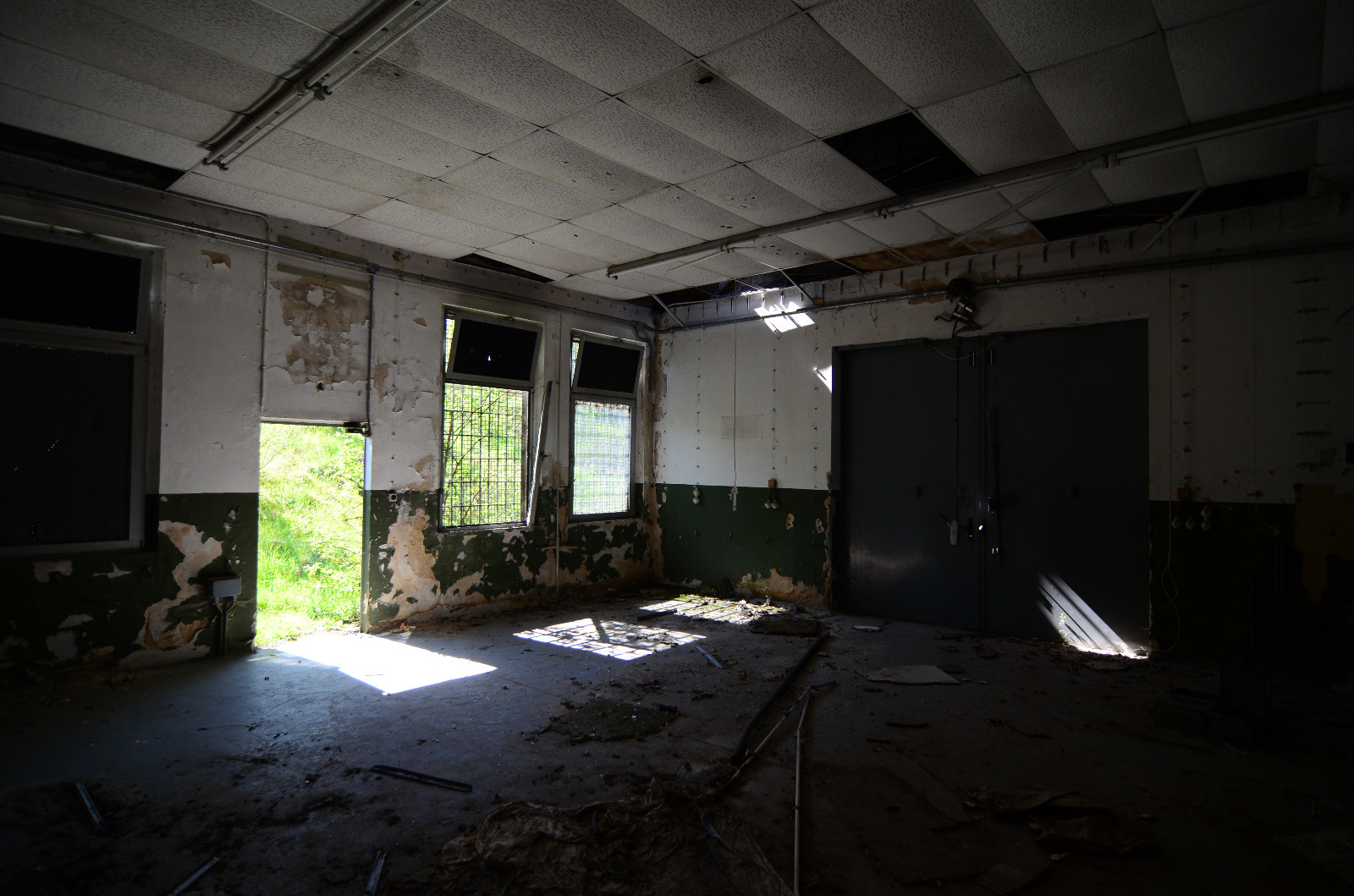
Innere des Wachgebäudes im Eingangsbereich
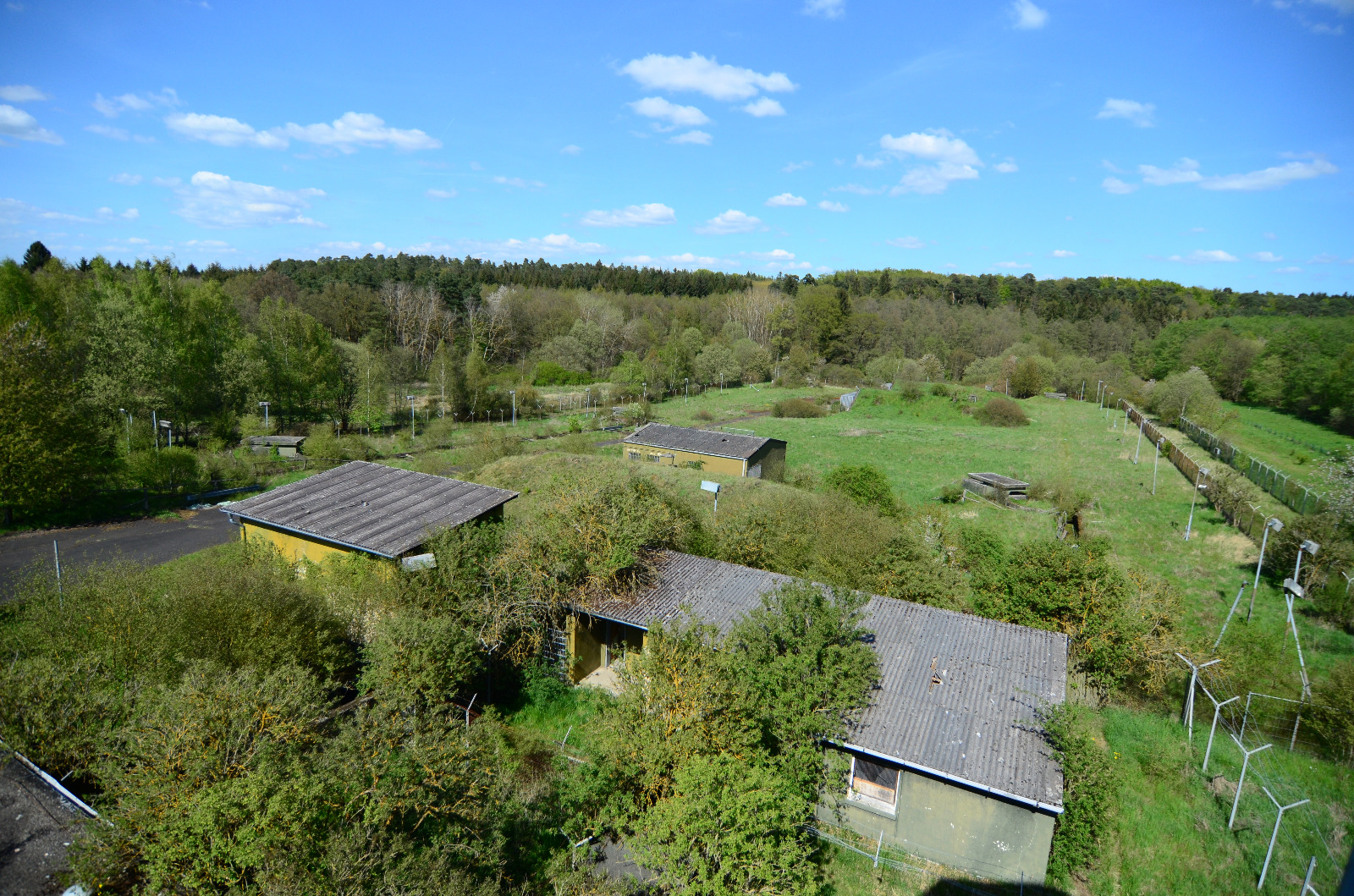
Blick vom vorderen Wachturm aus Beton auf den Lagerbereich
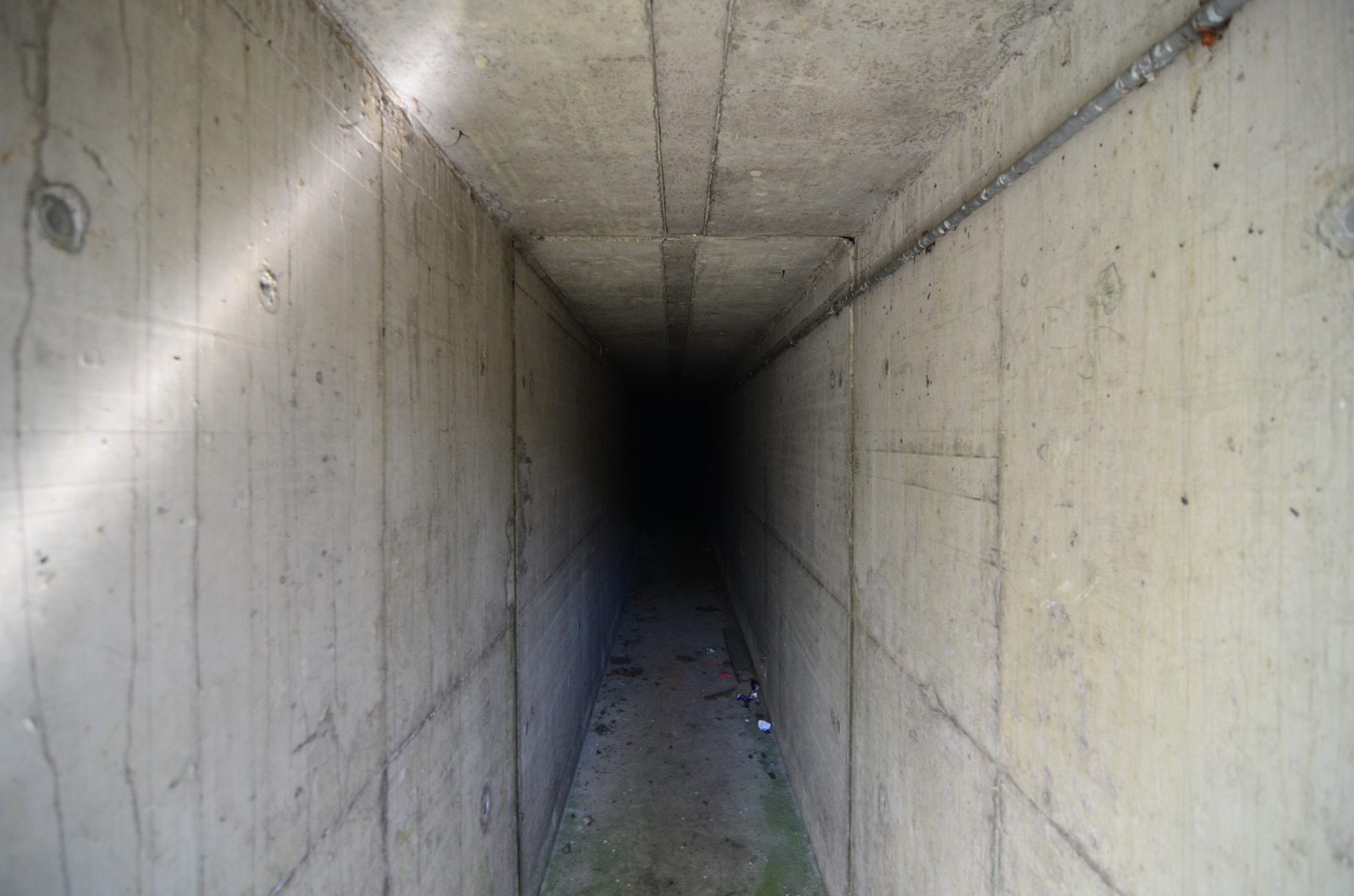
Unterirdischer betonierter Laufgraben zu und zwischen den Unterständen
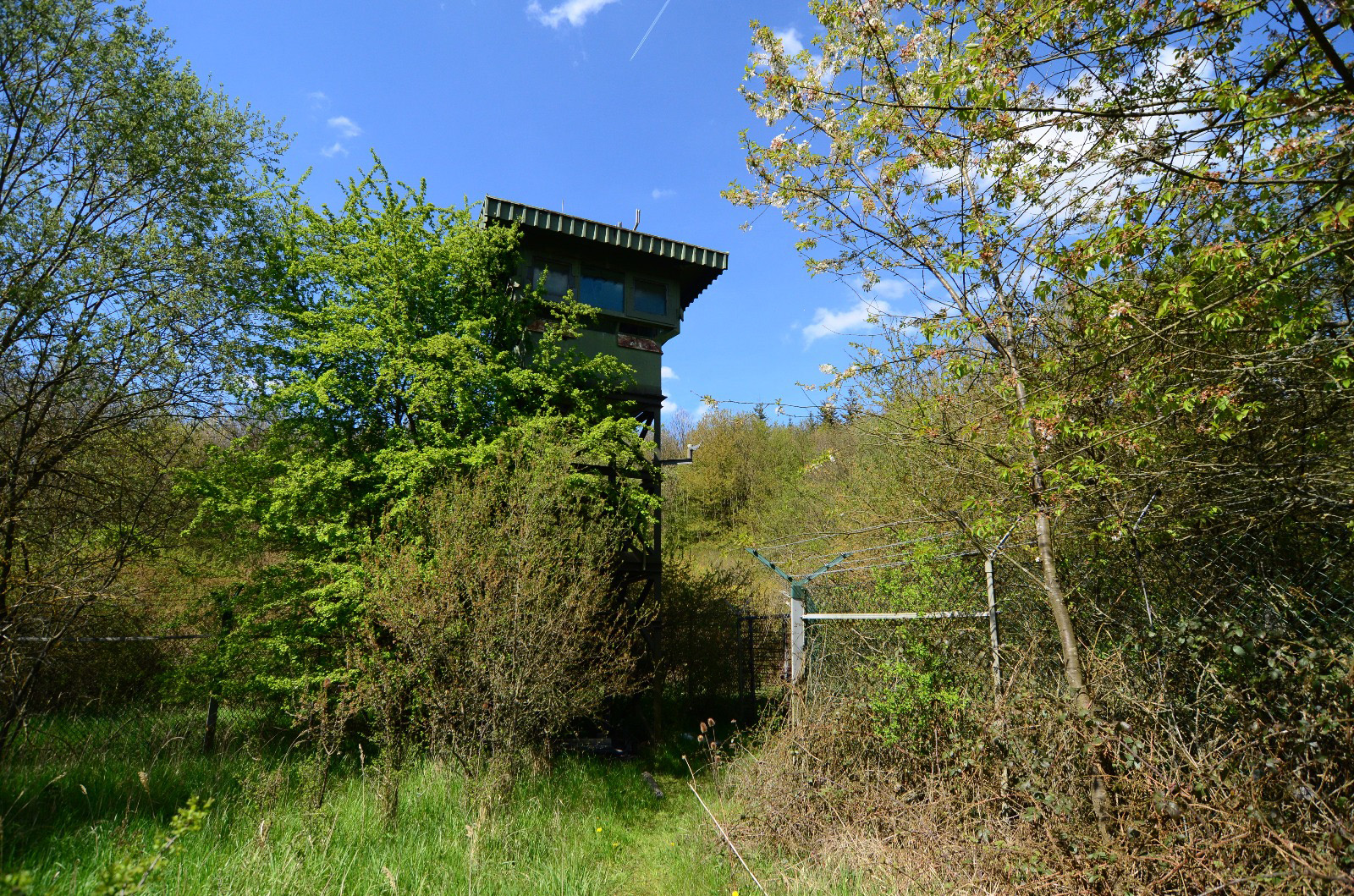
Zweiter kleinerer Wachturm im hinteren Bereich, zugewachsen
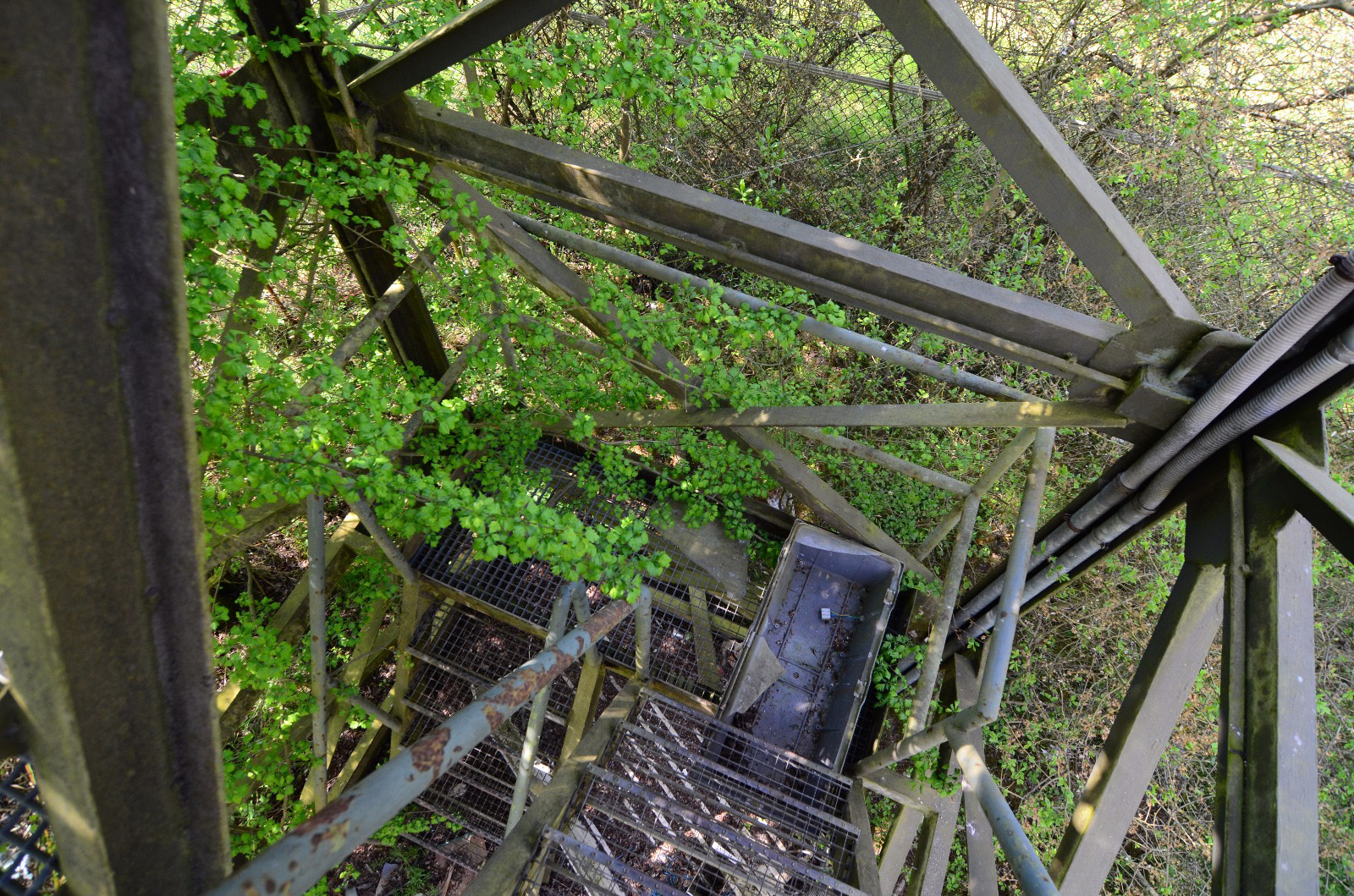
Der „kleine“ Wachturm stand direkt am Zaun auf einem Stahlgerüst …
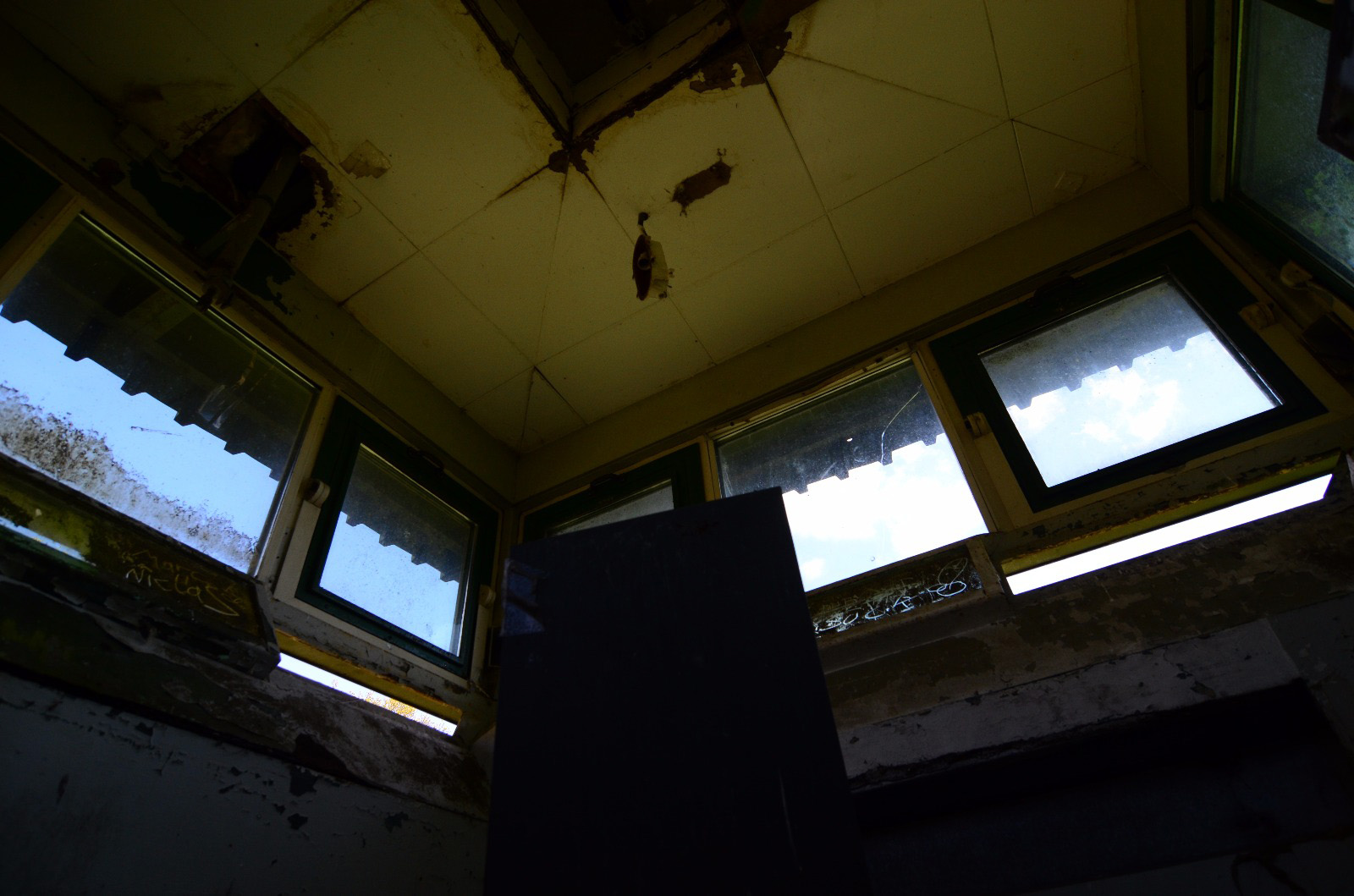
… mit Schießscharten, schussfesten Scheiben und Bodenstahlplatten

## Abriss des Depots
Anfang 2018 wurden die Gebäude und Wachtürme im Auftrag der Gemeinde Buseck abgerissen und die Trümmer entfernt. Die Kampfstände aus Beton wurden ebenfalls abgebrochen, und die Laufgräben sind mit Trümmerstücken verfüllt worden. Nur die beiden Bunker für die Atommunition sind noch vorhanden, allerdings hat man die Stahltüren entfernt und die offenen Bunker bis auf ein Ein- und Ausflugsloch für Fledermäuse und eine „normale“ verschließbare Tür wieder zugemauert. Ursprünglich wollte man den vorderen Wachturm aus Beton als Nistplatz für Raubvögel stehen lassen, da er aber an das Wachgebäude angebaut war, weil von dort der Zugang erfolgte, konnte nach dessen Abriss seine Standfestigkeit nicht mehr gewährleistet werden, und er musste ebenfalls abgebrochen werden. Das gesamte Gelände wurde anschließend renaturiert.